# Livistona nasmophila
Livistona nasmophila är en enhjärtbladig växtart som beskrevs av John Leslie Dowe och David Lloyd Jones. Livistona nasmophila ingår i släktet Livistona och familjen Arecaceae. Inga underarter finns listade i Catalogue of Life.